# P/2015 W2 (Catalina)
P/2015 W2 (Catalina) — одна з короткоперіодичних комет сім'ї Юпітера. Ця комета була відкрита 21 листопада 2015 року; блиск на час відкриття: 18.8m. Комета відкрита за допомогою 0.68-м телескопа Шмідта + ПЗЗ. Спостерігачі: J. A. Johnson, G. J. Leonard.